# Rede an die islamische Welt

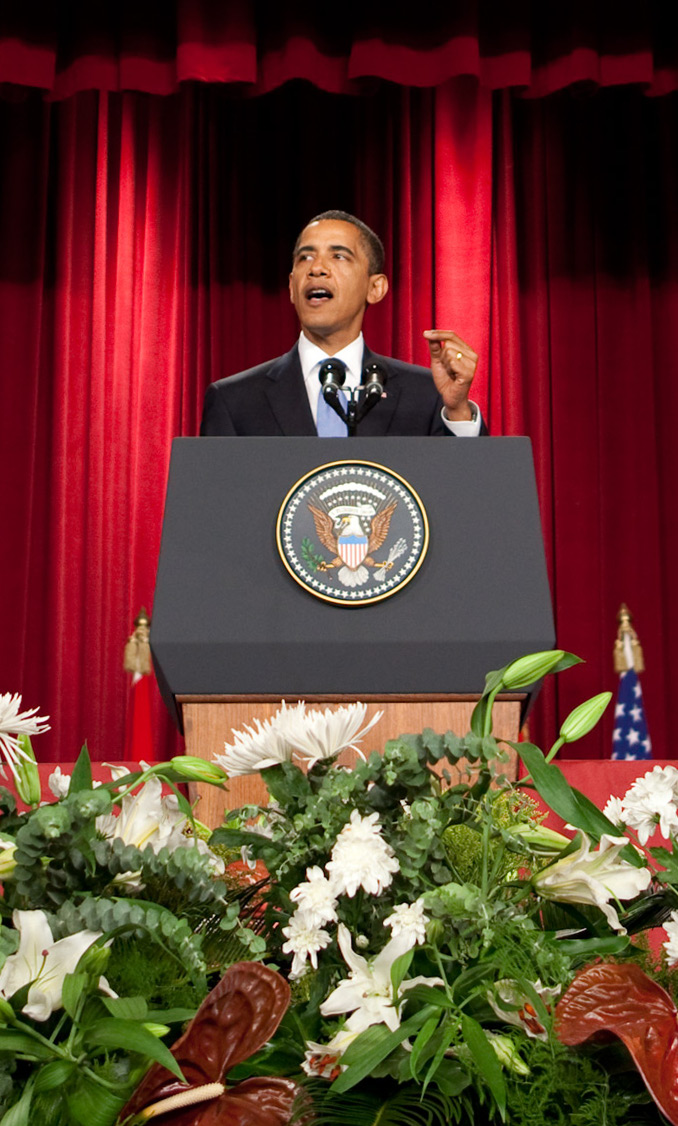
Barack Obama am 4. Juni 2009 in Kairo

Die Rede an die islamische Welt war eine Grundsatzrede, die US-Präsident Barack Obama am 4. Juni 2009 in Kairo hielt. Mit dieser Rede sollte ein neuer Abschnitt in den Beziehungen zwischen den Vereinigten Staaten und der islamischen Welt eingeläutet werden. Die Rede trug im englischen Original den Titel A New Beginning (deutsch: „Ein Neuanfang“). Obama sprach in der Universität Kairo und erfüllte damit eines der Versprechen, die er in seinem Wahlkampf gegeben hatte – innerhalb der ersten Monate seiner Präsidentschaft eine solche Rede in der Hauptstadt eines muslimischen Staates zu halten.

## Themen und Inhalte
Die Rede Obamas war in sieben Abschnitte unterteilt und widmete sich, neben allgemeinen Ausführungen zu Geschichte und Politik, den Themen gewalttätiger Extremismus, Nahostkonflikt, Atomwaffen (mit einem Bezug auf den Iran), Demokratie, Religionsfreiheit, Frauenrechte und wirtschaftliche Entwicklung.

### Eröffnung
Der Präsident bedankte sich bei den Ägyptern für ihre Gastfreundschaft und würdigte die Al-Ahzar Universität als einen „Leuchtturm islamischer Gelehrtheit“ und die Universität von Kairo als „Quelle von Ägyptens Fortschritt“, die zusammen die Verbindung von Tradition und Moderne repräsentierten. Mit der arabischen Grußformel as-salāmu ʿalaikum leitete er zur eigentlichen Rede über.
In der Einleitung zu seiner Rede verwies Obama auf geteilte Wertvorstellungen und zitierte Sure 33, Vers 70 des Koran: Fürchtet Gott und sagt, was recht ist.

### Nahostkonflikt
In der Rede bekräftigte Präsident Obama seine Unterstützung für eine Zweistaatenlösung zur Lösung des Nahostkonflikts. Obama bekannte sich zur Allianz der Vereinigten Staaten mit Israel und nannte das gegenseitige Bündnis „unzerbrechlich“, bezeichnete aber den staatenlosen Zustand des palästinensischen Volkes als nicht tolerierbar. Den Palästinensern stehe ebenso ein Existenzrecht zu, wie das israelische Existenzrecht legitim sei. Obama forderte ein Ende des israelischen Siedlungsbaus im Westjordanland und rief zum Frieden zwischen Palästinensern und Israelis auf.

### Religionsfreiheit
Obama strich heraus, dass Toleranz in der islamischen Welt eine lange Tradition hat. Er nannte als Beispiel Andalusien während der Zeit der Spanischen Inquisition und Indonesien, wo er in seiner eigenen Kindheit die freie Religionsausübung von Christen in einem überwiegend muslimischen Land selbst erlebte. Menschen sollten frei ihren Glauben wählen und ausüben können, unabhängig davon, wo sie leben. Obama bezeichnete die Tendenz als beunruhigend, dass manche Muslimen den eigenen Glauben dadurch hochhalten, indem sie einen anderen Glauben ablehnen. Die religiöse Vielfalt müsse geschützt werden. Außerdem dürfe man die Abneigung gegen eine bestimmte Religion nicht hinter dem Deckmantel des Liberalismus verbergen.

### Frauenrechte
Der Präsident tritt für die Gleichheit von Mann und Frau ein, sieht dies aber nicht als rein islamisches Problem, sondern es erstrecke sich auch auf Bereiche des täglichen Lebens in Amerika und anderen Staaten der Welt. Für Obama ist die Gleichberechtigung keine Frage des Verbots der Verschleierung, vielmehr sei das Recht auf Bildung auch für Mädchen eine Grundvoraussetzung für die Gleichstellung von Mann und Frau.

## Hintergrund
Nach Angaben des Pressesprechers des Weißen Hauses Robert Gibbs wurde Ägypten deswegen ausgewählt, weil „es ein Land ist, das in vielerlei Hinsicht das Herz der arabischen Welt repräsentiert“. Es gab zuvor Spekulationen über den Ort, an dem die Rede gehalten würde. Auch Jakarta, Rabat, Amman und Istanbul wurden im Vorfeld in Erwägung gezogen.

### Vorbereitung der Rede
Seine ersten Reden in einem mehrheitlich muslimischen Land hielt Obama Anfang April in der Türkei – am 6. April 2009 vor dem türkischen Parlament und am 7. April 2009 vor Studenten im Tophane-Kulturzentrum.
Im Vorfeld der Rede traf Obama am 21. April mit dem jordanischen König Abdullah II. und dann 5. Mai mit dem israelischen Präsidenten Schimon Peres zusammen.

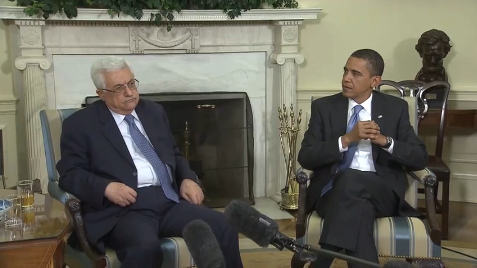
Barack Obama am 28. Mai 2009 mit Mahmud Abbas im Oval Office

Am 19. Mai 2009 sprach der amerikanische Präsident im Weißen Haus mit dem israelischen Ministerpräsidenten Benjamin Netanjahu. Bei diesem Treffen kam keine gemeinsame Erklärung zustande. Während Obama eine Zwei-Staaten-Lösung als Priorität bezeichnete und zu einem Ende der israelischen Besiedlung des Westjordanlandes aufforderte, verweigerte Netanjahu die Bildung eines unabhängigen Staates der Palästinenser und bestand darauf, Israel habe das Recht zu weiteren Gründungen von Siedlungen. Obama verlangte von Netanjahu, keine militärischen Operationen gegen Iran durchzuführen, da er zuvor bekanntgegeben hatte, mit der Regierung in Teheran Gespräche aufnehmen zu wollen.
Obama traf am 28. Mai mit dem palästinensischen Präsidenten Mahmud Abbas zusammen. Auch ihm gegenüber erklärte Obama seine Unterstützung zugunsten eines eigenständigen Palästinenserstaates. Der palästinensische Präsident machte Obama mit seinem Ideen für den erwarten Nahostplan Obamas vertraut.
Mohammed Habib, der stellvertretende Vorsitzende der Muslimbrüder, die damals in Ägypten die größte Oppositionsgruppe waren, lehnte die Reise Obamas nach Kairo ab und bezeichnete sie als „nutzlos, außer ihr geht eine wirkliche Änderung der Politik der Regierung der Vereinigten Staaten gegenüber der arabischen und islamischen Welt voraus“.

## Reaktionen
Aus der Europäischen Union, dem Vatikan und von UN-Generalsekretär Ban Ki-moon kamen durchweg positive Reaktionen auf die Rede Obamas, die als wegweisend für die zukünftigen Beziehungen zur islamischen Welt aufgefasst wurde.
Auch im arabischen Raum und im Mittleren Osten wurde die Rede von offiziellen Stellen überwiegend positiv aufgenommen. Dabei wurde auch die Hoffnung ausgedrückt, dass sich aus ihr auch konkrete Handlungen ergeben werden.
Pakistans Außenministerium ließ verlautbaren, man bewerte die Rede als „sehr positiven Schritt“ um den sprichwörtlichen Spalt zwischen der islamischen und der westlichen Welt zu überwinden.
Der Führer der Palästinensischen Autonomiebehörde, Mahmud Abbas, nannte die Rede „frei und offen … einen innovativen politischen Schritt“. Ein Sprecher der Palästinenserorganisation Hamas begrüßte die Rede, die zwar zahlreiche Widersprüche enthalte, aber dennoch „einen fühlbaren Umbruch“ darstelle. Der Vorsitzende der Arabischen Liga, Amr Musa, sagte, die Rede sei „ausgewogen und biete eine neue Vision der Annäherung in den Beziehungen zu den islamischen Staaten“.
In den Augen von Israels Verteidigungsminister Ehud Barak war die Rede ein „mutiger Appell“ und eine Darstellung der universellen Prinzipien Obamas, die dieser der mit der muslimischen Welt teilen wolle. Schimon Peres, der israelische Präsident, pries Obamas Aussagen als „voll von Visionen, eine mutige Rede, die eine Verpflichtung aller beteiligten Seiten an der Fortführung des Friedensprozesses im Nahen Osten verlangt“.
Die Zeit veröffentlichte einen Kommentar von Michael Thumann. Dieser schrieb unter anderem:
"Er traf genau den richtigen Ton. Doch bei den entscheidenden Fragen blieb er vage. … Barack Obama war stark in den weichen Fragen des westlichen Verhältnisses zur muslimischen Welt. Schwächer indes war sein Auftritt bei den harten Fragen, die im Nahen und Mittleren Osten die Konflikte anheizen."

## Einbettung der Rede in Obamas Reise

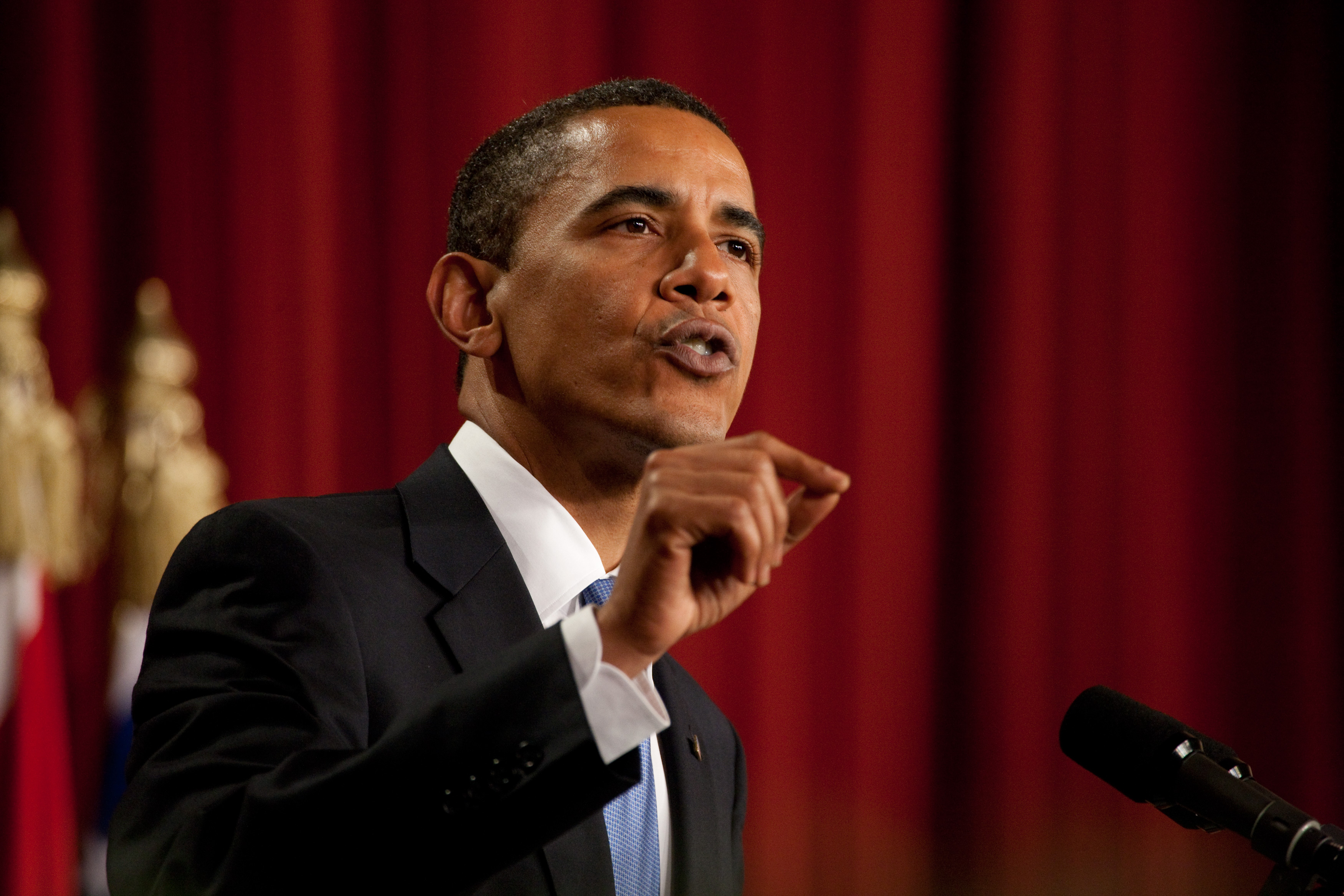
US-Präsident Barack Obama bei seiner Rede

Obama traf vor der Rede außerhalb von Riad in Saudi-Arabien mit König Abdullah zusammen. Er übernachtete auf dessen Gestüt, bevor er nach Kairo weiterflog.
Unmittelbar vor der Rede führte Barack Obama Gespräche mit dem ägyptischen Präsident Hosni Mubarak, wo beide über die Situation zwischen Israel und den Palästinenser diskutierten.
Nach seiner Rede flog der US-amerikanische Präsident nach Dresden, wo er am 5. Juni Bundeskanzlerin Angela Merkel traf. Es stand ein gemeinsamer Besuch der Dresdner Frauenkirche und des Konzentrationslagers Buchenwald auf dem Programm.